# Philip Marlowe
Privatdetektiven Philip Marlowe är huvudpersonen i sju detektivromaner av Raymond Chandler mellan åren 1939 och 1958. Den första romanen i serien heter Den stora sömnen. Chandler var efterföljare i den hårdkokta skolan till Dashiell Hammett.
Marlowe löser fall i Los Angeles och den fiktiv staden Bay City med Santa Monica som förebild. 
På film har Philip Marlowe bland annat gestaltats av Humphrey Bogart, Dick Powell, Powers Boothe, James Garner, Robert Mitchum och Elliott Gould.